# 霍克艾 (愛荷華州)
霍克艾（英語：Hawkeye）是一個位於美國愛荷華州費耶特縣的城市。

## 地理
霍克艾的座標為42°56′17″N 91°57′04″W / 42.93806°N 91.95111°W，而該地的平均海拔高度為356米（即1168英尺）。

## 人口
根據2010年美國人口普查的數據，霍克艾的面積為1.74平方千米，當中陸地面積為1.74平方千米，而水域面積為0.00平方千米。當地共有人口449人，而人口密度為每平方千米258人。